# Structures from Silence
| Recensione     | Giudizio    |
| -------------- | ----------- |
| AllMusic       |             |
| Piero Scaruffi | 8/10        |
| OndaRock       | Consigliato |
| Exclaim!       | 7/10        |

Structures from Silence è un album in studio di Steve Roach del 1984.
Nel 2001 è uscita una versione rimasterizzata di Structures from Silence, mentre al 2014 risale una sua edizione deluxe, con tracce bonus, che celebra il suo trentennale. Dell'album è uscita anche una versione album video (1987), che riproduce immagini realizzate da Marianne Dolan.

## Il disco
Structures from Silence rappresenta la prima vera e propria incursione dell'artista nella musica d'ambiente, genere che ha approfondito dopo gli album degli esordi, ancora vicini all'estetica sonora di Vangelis e dei Tangerine Dream. Le tre lunghe composizioni del disco vennero registrate fra il 1982 e il 1984 e si caratterizzano per gli accordi diafani e le armoniche sospese. Reflections In Suspension è basata sulla variazione di due figure melodiche sovrapposte fra loro e sugli accordi delicati che si ripetono ciclicamente, la seguente Quiet Friend riprende la formula sonora del primo brano in maniera più eterea mentre la conclusiva title track sarebbe invece una "mezz'ora di beatitudine contemplativa, piena di droni fusi e note alte che brillano e svaniscono".

## Accoglienza
Structures from Silence è stato accolto molto positivamente dalla critica e viene considerato da alcuni uno degli album ambientali migliori di sempre. Piero Scaruffi ha dato ad esso un voto pari a 8/10 e afferma che si tratta di uno degli album solisti migliori dell'artista insieme a Dreamtime Return (1988) e World's Edge (1992). Lo Yoga Journal ha affermato che "da qui (l'album Structures from Silence) gli ascoltatori vengono trasportati da una dolce corrente di maestosi bassi, rintocchi e nuvole sfocate di suoni in bilico", mentre la rivista Fact afferma che si tratta di uno degli album ambient più importanti mai realizzati. AllMusic dà all'album il massimo dei voti e sostiene che "la profondità dei dettagli, dalle alte note e dai toni scintillanti, alle spazzate synth semi-orchestrali e ai bassi droni che fanno le fusa, rendono piacevole l'ascolto", mentre Pitchfork lo considera il trentatreesimo disco ambientale migliore di sempre. Il Weekly World News sostiene che l'album sia in grado di "catturare gli accordi del paradiso".

## Tracce
1. Reflections In Suspension – 16:40
2. Quiet Friend – 13:20
3. Structures from Silence – 29:00